# Chironius monticola
Chironius monticola är en ormart som beskrevs av Roze 1952. Chironius monticola ingår i släktet Chironius och familjen snokar. Inga underarter finns listade i Catalogue of Life.
Arten förekommer i Anderna från centrala Colombia över Ecuador och Peru till Bolivia. Den vistas mellan 2000 och 3000 meter över havet. Habitatet utgörs främst av molnskogar och andra fuktiga bergsskogar. Dessutom besöks stäpplandskapet Páramo och jordbruksmark.
Individerna är dagaktiva och de vistas på marken eller klättrar i träd. Födan utgörs av groddjur och ödlor. Chironius monticola blir lätt aggressiv mot människor när den störs.
För beståndet är inga hot kända och arten kan anpassa sig till landskapsförändringar. I utbredningsområdet finns många skyddszoner. IUCN listar Chironius monticola som livskraftig (LC).